# Simon Tahar
Simon Tahar est un avocat français renommé dans le domaine des droits d'auteurs et droits voisins (artistes interprètes et producteurs).
Il est à l'origine de nombreuses jurisprudences en la matière.
Simon Tahar a été nommé le 23 avril 2008 président par intérim du Paris Saint-Germain Football Club à la suite de la démission d'Alain Cayzac. Avocat de métier, fonction pour laquelle il fait office au service du club parisien de 1978 à 1991, il en a été par la suite l'administrateur jusqu'en 2001. En parallèle, il a également participé au développement de l'Association PSG où il a été nommé président de juin 2006 au 13 décembre 2012, succédant déjà à Alain Cayzac. Il est d'autre part le frère de Victor Tahar et de Charles Talar (né Charles Tahar), dirigeant historique du Paris Saint-Germain depuis la création du club. Après le maintien du club en Ligue 1, les actionnaires de Colony Capital décident de le remplacer par Charles Villeneuve (ancien responsable du services des sports de TF1) le mardi 27 mai 2008.
Il a défendu le rappeur Orelsan poursuivi depuis février 2009 pour « provocation au crime » par Ni putes ni soumises et obtenu la relaxe le 12 juin 2012 par le tribunal correctionnel de Paris.